# Contessina Ursel
Contessina Ursel (Komtesse Ursel) è un cortometraggio muto del 1913 diretto da Curt A. Stark.

## Produzione
Il film fu prodotto dalla Messter Film.

## Distribuzione
Uscì nelle sale cinematografiche tedesche il 29 ottobre 1913.